# 오디오 엔지니어

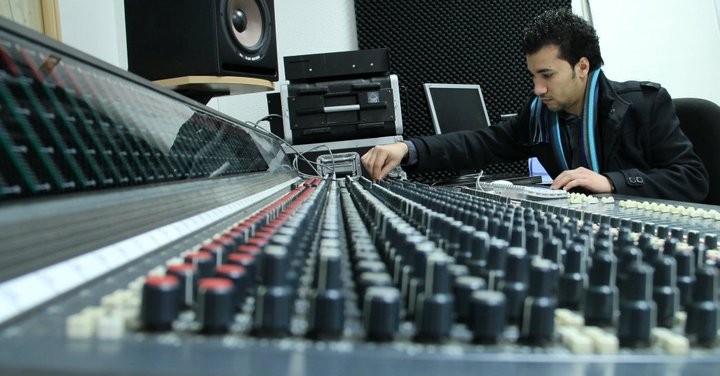

오디오 엔지니어(영어: audio engineer, sound engineer, recording engineer)는 레코드, CD 등의 음악 녹음물의 제작에 종사하고 음향 조정 및 녹음 등을 하는 기술자이다.
사운드 엔지니어링은 점차 악기와 기술이 영화, 라디오, 텔레비전, 음악, 비디오 게임용 소리를 제작하기 위해 사용되는 창의적인 전문 분야로 간주되고 있다. 또, 오디오 엔지니어들은 음악 콘서트, 극장, 스포츠 게임, 회사 행사를 위해 오디오 믹서와 사운드 강화 시스템을 사용하여 라이브 사운드 믹싱을 하고 사운드 체크를 한다.

## 같이 보기
- 분류:오디오 엔지니어